# Elezioni amministrative in Italia del 1914
Le elezioni amministrative italiane del 1914 si svolsero nel mese di giugno, e furono le prime a celebrarsi a suffragio universale maschile e le ultime prima dello scoppio della Grande guerra.
L'appuntamento interessò tutti i comuni e le province del territorio nazionale, dato che il radicale mutamento del corpo elettorale portato dalla nuova legge amministrativa aveva imposto lo scioglimento di tutti i vigenti consigli.
Il vigente sistema elettorale maggioritario strutturava la competizione in maniera bipolare tra la nuova coalizione di destra formata dai liberali coi clericali di Gentiloni, e la sinistra raccolta intorno al Partito Socialista, mentre la terza via rappresentata dal Fascio democratico imperniato sui radicali ebbe scarse prospettive. Il collegio unico delle comunali creava automaticamente in questo ambito larghe maggioranze consiliari, mentre a livello provinciale la ripartizioni per mandamenti poteva creare risultati più bilanciati.
La formula del Patto Gentiloni ebbe pieno successo, consentendo ai liberali di mantenere la guida dalla larghissima maggioranza delle comunità locali anche dopo l'abrogazione del suffragio censitario, anche se per i socialisti si registrò il primo storico successo nella capitale economica del paese, ossia Milano.

## Comuni
Il sistema elettorale delle comunali era all'epoca ancora formalmente apartitico, basandosi tecnicamente sui soli voti di preferenza individuali. Data tuttavia l'estrema abbondanza di essi, dato che ogni elettore ne aveva in numero pari ai quattro quinti dei seggi consiliari, i partiti si organizzavano in liste di fatto, dato che ogni candidato invitava i propri sostenitori a votare anche per tutti i suoi compagni di coalizione. I risultati sottostanti non si riferiscono dunque ad un inesistente voto per i partiti, ma alla media dei voti dei candidati di ogni lista.

### Torino
| Liste  | Liste                                                                          | voti   | voti (%) | seggi      |
| ------ | ------------------------------------------------------------------------------ | ------ | -------- | ---------- |
|        | Lista costituzionalePartito Liberale ItalianoI clericali                       | 31.835 | 50,8     | 64 *49 *15 |
|        | Partito Socialista Italiano                                                    | 26.781 | 42,8     | 16         |
|        | Fronte popolarePartito Radicale ItalianoPartito Socialista Riformista Italiano | 4.024  | 6,4      | -          |
| Totale | Totale                                                                         | 60.109 | 100,0    | 80         |

Domenica 14 giugno. Fonti: La Stampa 

### Milano
| Liste  | Liste                         | voti   | voti (%) | seggi |
| ------ | ----------------------------- | ------ | -------- | ----- |
|        | Partito Socialista Italiano   | 34.020 | 45,6     | 64    |
|        | Partito Liberale Italiano     | 30.876 | 41,4     | 16    |
|        | Partito Radicale Italiano     | 8.750  | 11,7     | -     |
|        | Partito Repubblicano Italiano | 900    | 1,3      | -     |
| Totale | Totale                        | 74.546 | 100,0    | 80    |

Domenica 14 giugno 1914. Fonti: La Stampa 

### Roma
| Liste  | Liste                                                                                      | voti   | voti (%) | seggi         |
| ------ | ------------------------------------------------------------------------------------------ | ------ | -------- | ------------- |
|        | Lista costituzionalePartito Liberale ItalianoI clericaliAssociazione Nazionalista Italiana | 32.000 | 50,3     | 67 *44 *20 *3 |
|        | Blocco popolarePartito Radicale ItalianoPartito Socialista Riformista Italiano             | 28.000 | 44,0     | 13 *10 *3     |
|        | Partito Socialista Italiano                                                                | 3.600  | 5,7      | -             |
| Totale | Totale                                                                                     | 63.600 | 100,0    | 80            |

Domenica 14 giugno 1914. Fonti: La Stampa 

## Province
La ripartizione per mandamenti rendeva spesso le elezioni provinciali più equilibrate, perché forniva un numero limitato di voti di preferenza a ciascun elettore, non più di quattro e talvolta solo uno.